# Щербак, Анатолий Фёдорович
Анатолий Федорович Щербак (14 ноября 1948 года, Москва, СССР) — российский физик, лауреат премии имени Л. А. Арцимовича

## Биография
Родился 14 ноября 1948 года в Москве.

Окончил МИФИ, специальность: «экспериментальная ядерная физика» (1972).

Работал в Институте атомной энергии имени И. В. Курчатова инженером, старшим инженером, старшим научным сотрудником.

С 1990 по 1991 годы — работа в ГКНТ СССР.

С 1992 по 2000 годы — начальник отдела физико-энергетических программ и космических исследований, заместитель начальника Управления фундаментальных исследований Миннауки России.

С 1992 по 1994 годы — по совместительству выполнял обязанности ответственного секретаря Российского фонда фундаментальных исследований.

С 2000 по 2001 годы — заместитель руководителя Департамента фундаментальных и поисковых исследований Минпромнауки России.

С 2001 по 2004 годы — руководитель Департамента фундаментальных и поисковых исследований в области естественных и гуманитарных наук.

С 2004 по 2005 годы — начальник Управления фундаментальных и поисково-прикладных исследований Федерального агентства по науке и инновациям Российской Федерации.

С 2005 по 2010 годы — заместитель директора Российского фонда фундаментальных исследований.

С июня 2010 года — директор Российского гуманитарного научного фонда.

Состоял в Совете по присуждению премий Правительства Российской Федерации в области науки и техники.

Член Правления Парламентского центра «Наукоемкие технологии, интеллектуальная собственность» при Государственной Думе России.

Кандидат физико-математических наук, автор более 50 научных трудов.

## Награды
- Премия имени академика И. В. Курчатова
- Премия имени Л. А. Арцимовича (совместно с Н. Н. Бревновым, А. М. Стефановским, за 2004 год) — за цикл работ «Экспериментальные исследования плазмы в перстеньковых токамаках»
- Премия Правительства Российской Федерации в области науки и техники (2002) — - за разработку и внедрение технических средств, эталонов и системы обеспечения единства измерений параметров сверхкоротких импульсов электромагнитного излучения.